# Bandera del Pont d'Armentera
La bandera oficial del Pont d'Armentera té la següent descripció:
Bandera apaïsada, de proporcions dos d'alt per tres de llarg, blau clar, amb el pont de tres ulls groc de l'escut, d'alçària 5/12 de la del drap i amplària 4/9 de la llargària del mateix drap, posat al centre i a 1/6 de la vora inferior, amb una creu grega patent, també groga, d'alçària 1/6 de la del drap, posada al centre i a 1/8 de la vora superior, i amb dos pals igualment grocs, cadascun de gruix 1/18, posats, un a 1/9 de la vora de l'asta, i l'altre, a 1/9 de la del vol.

## Història
Va ser aprovada el 16 de setembre de 2005 i publicada en el DOGC el 20 d'octubre del mateix any amb el número 4493. Es va confegir prenent com a base l'escut de la localitat.